# Państwowa Biblioteka Bejazyda
Państwowa Biblioteka Bejazyda (tur. Beyazıt Devlet Kütüphanesi) – biblioteka w Turcji działająca od 1884 roku.

## Historia
Założycielem biblioteki był sułtan Abdulhamid II. Powstała ona na wzór bibliotek w Londynie, Paryżu i Berlinie i miała ona zbierać, porządkować, katalogować, udostępniać druki i zabytki piśmiennictwa dotyczące Imperium Osmańskiego. Bibliotekę otwarto 24 czerwca 1884 roku, ale remont budynków trwał do 1892 roku. W momencie powstania biblioteka nosiła ona nazwę Powszechna Biblioteka Osmańska (osm. Kütühanei Umumi Osmani). W czasach osmańskich biblioteka podlegała Ministerstwu Oświaty. Obecnie podlega  Ministerstwu Kultury i Turystyki.
Biblioteka jest otwarta 24 godziny przez 7 dni w tygodniu. 

## Budynek
Biblioteka powstała w budynkach wchodzącym w skład kompleksu przy meczecie Bejazyda. Na jej potrzeby architekt Ohannes Kalfa zaadaptował imaret i karawanseraj. Budynki te powstały na początku XVI wieku i XIX wieku stały nieużywane. W 1974 roku na potrzeby biblioteki zaadaptowano znajdujący się obok XIX-wieczny budynek dawnej szkoły stomatologicznej. 
W 2009 roku rozpoczęto remont budynków biblioteki, który zakończył się w 2016 roku. Na parterze wykonano szklany dach nad dziedzińcem z fontanną. Czytelnicy mogą korzystać z sali konferencyjnej na 50 osób, niewielkiej sali muzealnej, laboratorium językowego mieszczącego 30 osób, sali kinowej i telewizyjnej oraz 4 czytelni mieszczących 300 osób.

## Zbiory
Do zbiorów biblioteki włączono rękopisy z bibliotek znajdujących się przy meczetach czy mauzoleach ważnych postaci. Już 3 lata po powstaniu liczyły one 4164 woluminy. Po wojnach bałkańskich do biblioteki włączono 8054 woluminów z pochodzących bibliotek znajdujących się przy meczetach w miejscowościach, które pozostały poza granicami kraju. 
W 1934 roku rozporządzeniem prezydenta Mustafy Atatürka biblioteka uzyskała prawo do egzemplarza obowiązkowego każdego druku z terenu republiki. W 1940 roku zbiory liczyły już 40 tysięcy woluminów. Obecnie (2020) zbiory liczą ponad milion woluminów, w tym 813 tysięcy druków i 11 tysięcy rękopisów. Zbiory dokumentów życia społecznego (plakaty, pocztówki, mapy i banknoty) liczą 63 tysiące woluminów.
W 2003 roku do zbiorów włączono przechowywaną dotychczas w sąsiednim budynku prywatną kolekcję prasy tureckiej, znaną pod nazwą Hakkı Tarık Us Kütüphanesi. Jest to największy zbiór prasy w Turcji. Został on zdigitalizowany i udostępniony online. 